# Christoph Link
Christoph Link (* 13. Juni 1933 in Dresden) ist ein deutscher Rechtswissenschaftler und evangelischer Kirchenrechtler.

## Leben und Wirken
Link wurde 1963 an der Universität München promoviert, 1970 habilitierte er sich dort auch. Er war als ordentlicher Professor an den Universitäten Wien, Salzburg, Göttingen und schließlich Erlangen-Nürnberg tätig, wo er den Lehrstuhl für Staats-, Verwaltungs- und Kirchenrecht innehatte. Als Bevollmächtigter vertrat er eine der Prozessparteien im Verfahren über den LER-Unterricht vor dem Bundesverfassungsgericht; auch erstellte er ein Rechtsgutachten im Verfahren um die Erlangung des Körperschaftsstatus durch die Zeugen Jehovas.
Seine Forschungsschwerpunkte sind Verfassungsrecht, Staatskirchen- und Kirchenrecht, Verfassungsgeschichte und Geschichte der politischen Ideen. Link ist Mitherausgeber der Zeitschrift für evangelisches Kirchenrecht. Er war Mitglied der Vereinigung für Verfassungsgeschichte.
Die evangelisch-theologischen Fakultäten von Tübingen und Wien verliehen Christoph Link die Ehrendoktorwürde.
Link ist außerdem Doktorvater des bayerischen Ministerpräsidenten Markus Söder. 

## Werke (Auswahl)
Ein Schriftenverzeichnis Links findet sich in: Heinrich de Wall/Michael Germann (Hrsg.): Bürgerliche Freiheit und christliche Verantwortung. Festschrift für Christoph Link zum siebzigsten Geburtstag. Mohr Siebeck, Tübingen 2003, S. 1047–1061, ISBN 978-3-16-148099-7.
- Die Grundlagen der Kirchenverfassung im lutherischen Konfessionalismus des 19. Jahrhunderts insbesondere bei Theodosius Harnack, München 1966, zugleich Diss., Univ. München, 1966.
- Herrschaftsordnung und bürgerliche Freiheit. Grenzen der Staatsgewalt in der älteren deutschen Staatslehre, Wien, Köln, Graz 1979, zugleich Habil.-Schrift, Univ. München. ISBN 3-205-07003-8.
- Kirchliche Rechtsgeschichte. Kirche, Staat und Recht in der europäischen Geschichte von den Anfängen bis ins 21. Jahrhundert. C.H. Beck Verlag, München 2008. ISBN 978-3406580918 (einzige moderne deutschsprachige Darstellung der evangelischen und röm.-kath. Kirchenrechtsgeschichte).